# Cattedrale di Santa Maria (Vitoria)
L'ex cattedrale di Santa Maria' (in spagnolo: Catedral de Santa María) è uno dei due principali luoghi di culto del comune di Vitoria, in Spagna, insieme alla cattedrale di Maria Immacolata. La chiesa è l'ex cattedrale della diocesi di Vitoria.

## Storia

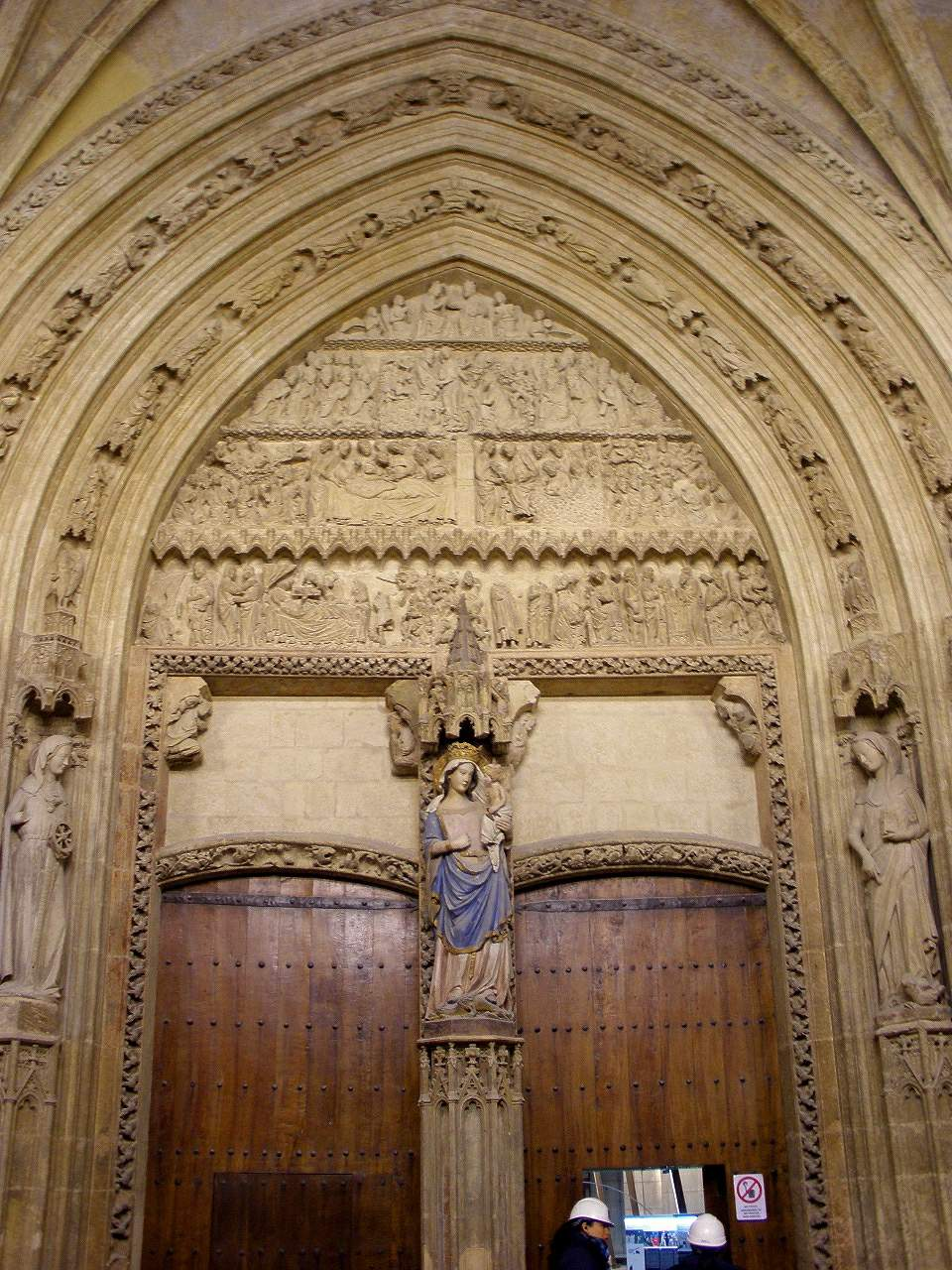
Portale

Il primo progetto segue il grande incendio della città del 1202. Il tempio, costruito nel XIII secolo, era integrato nelle mura della città. Durante la seconda metà del secolo e durante il secolo successivo la chiesa si dotò del suo aspetto gotico.

## Descrizione
L'edificio presenta una pianta a croce latina con tre navate. La navata centrale ha un'altezza maggiore alla due laterali. All'interno si trovano quattro cappelle rettangolari e tre poligonali.

## Citazioni letterarie
La Cattedrale di Santa Maria a Vitoria e la sua storia vengono descritte dallo scrittore brasiliano Paulo Coelho in uno dei suoi maggiori successi editoriali, Lo Zahir: "Durante una visita alla cattedrale di Santa Maria, una giovane guida comincia a raccontarmi la sua storia. All'inizio, c'era solo la muraglia. In seguito, una porzione di essa fu usata per la costruzione di una cappella. Passati i decenni, la cappella divenne una chiesa e, trascorso un altro secolo, la chiesa si trasformò in una cattedrale gotica" (Milano, Bompiani, 2005, pag.68)